# المعصرة (يريم)

تعديل مصدري - تعديل

المعصرة هي إحدى قرى عزلة ارياب بمديرية يريم التابعة لمحافظة إب، بلغ تعداد سكانها 71 نسمة حسب تعداد اليمن لعام 2004.